# Martial Robin
Martial Robin (Marsiglia, 27 agosto 1977) è un ex calciatore francese, di ruolo difensore o centrocampista.